# Claude Lafleur
Pour les articles homonymes, voir Lafleur.
 (janvier 2021).
 (janvier 2021).
- Si vous ne connaissez pas le sujet, laissez ce bandeau (vous pouvez alors contacter les auteurs).
- Si vous supprimez le contenu mis en cause (vous pouvez préalablement contacter les auteurs),

argumentez précisément cette suppression dans la page de discussion
(un manque de référence n'est pas un argument ; une recherche réelle de référence doit avoir été effectuée, être formellement documentée).
 (janvier 2021).
 (janvier 2021).
La mise en forme du texte ne suit pas les recommandations de Wikipédia : il faut le « wikifier ».
Les points d'amélioration suivants sont les cas les plus fréquents. Le détail des points à revoir est peut-être précisé sur la page de discussion.
- Les titres sont pré-formatés par le logiciel. Ils ne sont ni en capitales, ni en gras.
- Le texte ne doit pas être écrit en capitales (les noms de famille non plus), ni en gras, ni en italique, ni en « petit »…
- Le gras n'est utilisé que pour surligner le titre de l'article dans l'introduction, une seule fois.
- L'italique est rarement utilisé : mots en langue étrangère, titres d'œuvres, noms de bateaux, etc.
- Les citations ne sont pas en italique mais en corps de texte normal. Elles sont entourées par des guillemets français : « et ».
- Les listes à puces sont à éviter, des paragraphes rédigés étant largement préférés. Les tableaux sont à réserver à la présentation de données structurées (résultats, etc.).
- Les appels de note de bas de page (petits chiffres en exposant, introduits par l'outil «  Source ») sont à placer entre la fin de phrase et le point final[comme ça].
- Les liens internes (vers d'autres articles de Wikipédia) sont à choisir avec parcimonie. Créez des liens vers des articles approfondissant le sujet. Les termes génériques sans rapport avec le sujet sont à éviter, ainsi que les répétitions de liens vers un même terme.
- Les liens externes sont à placer uniquement dans une section « Liens externes », à la fin de l'article. Ces liens sont à choisir avec parcimonie suivant les règles définies. Si un lien sert de source à l'article, son insertion dans le texte est à faire par les notes de bas de page.
- La présentation des références doit suivre les conventions bibliographiques. Il est recommandé d'utiliser les modèles {{Ouvrage}}, {{Chapitre}}, {{Article}}, {{Lien web}} et/ou {{Bibliographie}}. Le mode d'édition visuel peut mettre en forme automatiquement les références.
- Insérer une infobox (cadre d'informations à droite) n'est pas obligatoire pour parachever la mise en page.

Pour une aide détaillée, merci de consulter Aide:Wikification.
Si vous pensez que ces points ont été résolus, vous pouvez retirer ce bandeau et améliorer la mise en forme d'un autre article.
Claude Lafleur, né le 7 juillet 1932 à Montréal et mort le 7 mai 2018 dans la même ville, est un artiste plasticien canadien.

## Biographie
Natif de Montréal, Claude Lafleur étudie à l'École des beaux-arts de Montréal. Il y est formé à l'art publicitaire (graphisme), puis complète un programme en Aptitude Pédagogique.[Quoi ?]
De 1965 à 1967, il est chargé de cours en dessin-composition à l'École des Beaux-Arts de Montréal.
En 1962, il s'installe en Estrie avec son ami Claude Lafortune, où il promeut le développement culturel par son travail de peintre, de galeriste, d'enseignant, de conférencier et d'organisateur d’événements artistiques. Il se distingue plus particulièrement en 1964, année où il fonde la galerie d'art de l'université de Sherbrooke, qu'il dirige jusqu'en 1974 et comme directeur artistique du centre culturel.
Il cofonde les 3A (Association pour Avancement des Arts) avec Thérèse Lecomte. Il organise le premier et le deuxième Salon des métiers d'art de la ville de Sherbrooke en 1969 et en 1970. Il participe à l'organisation du Festival des Cantons. Il met sur pieds les Ateliers d'animation culturelle. Il est caricaturiste pour le journal La Tribune de 1969 à 1974. Il est cofondateur en 1973 du Regroupement des Artistes des Cantons de l'Est (RACE) et en 1998, de l'Association d'artistes CREATIO[réf. souhaitée].
Il enseigne le dessin et l'histoire de l'art au Collège de Sherbrooke de 1974 à 1997. S'il participe à sa première exposition organisée par l'École des Beaux-Arts de Montréal en 1963, Claude Lafleur débute véritablement sa carrière d'artiste en 1974. En 2017, il cesse de peindre et de dessiner. Ce sera l'année de sa dernière exposition.
Claude Lafleur meurt le 7 mai 2018 dans sa ville natale.

## Œuvres marquantes
- La Traversée Acrylique sur toile, 1966
- Réalisation de la murale Ave Maria à la Basilique de Nazareth en Israël La Presse 20-09-1969 page 31
- Passe la Belle Encre sur carton, 1977
- Blues Huile sur toile, 1985
- Venise Paris Huile sur toile, 1996
- Poissons Dessin encre, 2004
- Ville de Gordes Acrylique sur toile, 2016

## Expositions
- 1974 - Exposition à la Maison Rothmans, Sherbrooke
- 1974 - Expose à la Maison Millot, Place Royale, Québec
- 1974 - Expose à La galerie Bourguignon, Montréal
- 1975 - Expose à la Galerie des chênes, St Adèle
- 1975 - Expose à la galerie Mena'sen, Sherbrooke.
- 1975 - Exposition collective à la galerie The Barn Gallery, Hatley.
- 1975 - Exposition collective au Centre culturel Y.L. Bombardier, Valcourt,
- 1975 - Exposition collective à la Galerie Signal, Montréal
- 1976 - Exposition collective à la Galerie Réginal Dupuis, Sherbrooke
- 1976 - Exposition au Centre culturel de l'université de Sherbrooke
- 1976 - Exposition collective à la Galerie des Artistes, Festival des Cantons, Sherbrooke
- 1977 - Exposition collective Galerie Environnement, Beloeil
- 1977 - Expose à la Galerie du Théâtre du Piggery, North Hatley
- 1977 - Expose à la Galerie d'art de l’Université de Sherbrooke
- 1977 - Exposition collective Hôtel Reine Élizabeth, Montréal
- 1978 - Exposition collective Galerie Environnement, Beloeil
- 1978 - Expose à la Galerie d'art de l’Université de Sherbrooke
- 1979 - Exposition à La galerie Zwicker's d'Halifax, Nouvelle-Écosse
- 1979 - Exposition à la Galerie Rothman Moncton, Nouveau-Brunswick.
- 1980 - Exposition à la galerie de l'Université de Sherbrooke
- 1980 - Exposition à la galerie Bigué-Osler, Toronto
- 1980 - Exposition Galerie Environnement, Beloeil
- 1981 - Exposition collective itinérante au Canada "Voir pour voir"
- 1981 - Exposition collective Galerie de la Caisse populaire Sherbrooke Est
- 1982 - Expose à la Galerie Walter Klinkhoff, Montréal
- 1983 - Exposition à la galerie de l'Université de Sherbrooke
- 1984 - Exposition collective Galerie de la Caisse populaire Sherbrooke Est
- 1985 - Expose à la Galerie Denise Gallant, Orford
- 1985 - Exposition collective au musée des Beaux-Arts de Sherbrooke
- 1986 - Exposition à la galerie du Centre d'Arts Orford
- 1987 - Exposition collective Galerie Horace, Sherbrooke
- 1988 - Expose à la Galerie Denise Gallant, Orford
- 1990 - Exposition au Centre culturel de Mégantic, Lac-Mégantic
- 1992 - Exposition collective au Salon Art Estrie 92, Orford
- 1994 - Exposition Centre Culturel Université Sherbrooke
- 1995 - Exposition collective au Centre d'artistes de l'Université Bishop's Lennoxville
- 1996 - Exposition collective dans le mail Central du Carrefour de l'Estrie, Sherbrooke
- 1996 - Exposition Galerie d’art Louis Perrier, Vieux Montréal
- 1998 - Exposition collective au Centre d'artistes de l'Université Bishop's Lennoxville
- 1999 - Exposition collective au Musée des Beaux-Arts de Sherbrooke
- 1999 - Exposition collective au Centre d'Arts Orford
- 2000 - Exposition collective Centre culturel Y.L. Bombardier, Valcourt,
- 2000 - Exposition  Centre d 'Arts Orford
- 2000 - Exposition collective Centre culturel Azur, Magog, Creatio
- 2001 - Exposition collective Hôtel Delta, Sherbrooke
- 2001 - Exposition collective , Magog
- 2002 - Exposition collective Centre culturel Y.L. Bombardier, Valcourt,
- 2002 - Exposition galerie d’art Clair de Lune, St-Sauveur, Québec
- 2003 - Exposition collective Musée des Beaux-Arts de Sherbrooke
- 2004 - Exposition collective de Creatio à Magog
- 2012 - Exposition Galerie Espace contemporain, Montréal
- 2017 - Exposition Galerie Carte Blanche, Montréal

## Textes et contributions
- La Galerie d'art de l'Université de Sherbrooke : Vie des Arts -No 61, 1970-1971 page 64
- Artisanat Quebec (Collaboration de Cyril Simard ) : Decormag sept 1973 page 9
- La Tribune n'a rien compris à cette œuvre d'art : La Tribune 1978 page 4
- RACE, Un groupe de créateurs : Vie des arts -No 92, 1978 page 53

## Distinctions
- Le Mérite Estrien 1992 : La Tribune 14-11-1992 page19
- Prix Carrière 1994 ville de Sherbrooke : La Tribune 1-10-1994 page 2
- Prix Gala de l'Audace Université de Sherbrooke 2004
- Le Mérite Estrien 2005 : La tribune 4-07-2005 page 6
- Est présenté sur une murale honorifique à Sherbrooke La Tribune 30-07-2012 page 8